# La Cévenole
Pour les articles homonymes, voir Cévenol.
La Cévenole est un hymne de Ruben Saillens (musique L. Roucaute). Il fut chanté pour la première fois lors d'une réunion commémorant la révocation de l'édit de Nantes, à Saint-Roman-de-Tousque, le 23 août 1885.

## Description
Cet hymne célèbre la gloire de Dieu qui protégea les protestants persécutés dans les Cévennes et invite leurs descendants à les imiter dans leur foi et leur confiance. Il est aujourd'hui largement considéré comme l'hymne des protestants cévenols. On l'appelle même "la Marseillaise huguenote",,. 

## Paroles
| Salut montagnes bien aimées, Pays sacré de nos aïeux. Vos vertes cimes sont semées, De leur souvenir glorieux. Élevez vos têtes chenues Espérou, Bougès, Aigoual, De leur gloire qui monte aux nues, Vous n’êtes que le piédestal. Refrain : Esprit qui les fis vivre, Anime leurs enfants Pour qu’ils sachent les suivre. Redites-nous, grottes profondes, L’écho de leurs chants d’autrefois ; Et vous, torrents, qui, dans vos ondes, Emportiez le bruit de leur voix. Les uns, traqués de cime en cimes, En vrai lions surent lutter ; D’autres - ceux-là furent sublimes - Surent mourir sans résister. Refrain Ô vétérans de nos vallées, Vieux châtaigniers aux bras tordus, Les cris des mères désolées, Vous seuls les avez entendus. Suspendus aux flancs des collines, Vous seuls savez que d’ossements Dorment là-bas dans les ravines, Jusqu’au grand jour des jugements. Refrain Dans quel granit, ô mes Cévennes, Fut taillé ce peuple vainqueur ? Quel sang avaient-ils dans les veines ? Quel amour avaient-ils au cœur ? L’Esprit de Christ était la vie De ces pâtres émancipés, Et dans le sang qui purifie Leurs courages étaient trempés. Refrain Cévenols, le Dieu de nos pères N’est-il pas notre Dieu toujours ? Servons-le dans les jours prospères Comme ils firent aux mauvais jours ; Et, vaillants comme ils surent l’être, Nourris comme eux du pain des forts, Donnons notre vie à ce Maître Pour lequel nos aïeux sont morts. Refrain |